# بورنز (مغني)
غاريت كلارك بورنز (بالإنجليزية: BØRNS)‏؛ ولد في 7 يناير عام 1992 المعروف باسمه بورنز (غاريت كلارك بورنز)، هو مغني وكاتب أغاني أمريكي من مسكيغون بولاية ميشيغان. أصدر بورنس أول ألبوم له، "حلم بين"، في عام 2012.

## روابط خارجية
- بورنز على موقع IMDb (الإنجليزية)
- بورنز على موقع ميوزك برينز (الإنجليزية)
- بورنز على موقع أول ميوزيك (الإنجليزية)
- بورنز على موقع أول ميوزيك (الإنجليزية)
- بورنز على موقع ديسكوغز (الإنجليزية)